# Ana Lydia Vega
Ana Lydia Vega (Santurce, San Juan, Puerto Rico, 6 december 1946) is een Spaanstalige schrijfster van korte verhalen, journalistiek en een kinderboek en hoogleraar Frans en Caribische studies in Puerto Rico.

## Biografie
Haar ouders waren Virgilio Vega, een improviserend dichter en zanger uit Coamo, Puerto Rico, en María Santana, een lerares uit Arroyo, Puerto Rico. Ana Lydia Vega volgde de middelbare school Academia del Sagrado Corazón in Santurce en behaalde in 1968 een bachelordiploma aan de Universiteit van Puerto Rico. Daarna behaalde ze in 1971 aan de Université de Provence Aix-Marseille I in Frankrijk haar doctoraaldiploma in Franse literatuur, waarna ze in 1978 aan dezelfde universiteit promoveerde. Aanvankelijk schreef ze romans in het Engels, maar die vond ze niet goed genoeg om uit te geven. Met haar bundels korte verhalen in het Spaans won ze de literaire prijzen Premio Casa de las Américas (1982) en Premio Juan Rulfo (1984). In 1985 werd ze door La Casa del Autor Puertorriqueño uitgeroepen tot Auteur van het jaar. Vega was hoogleraar Franse literatuur en Caribische studies aan de Universiteit van Puerto Rico.

## Werk
Onder meer

### In het Spaans

#### Fictie
- Vírgenes y mártires, 1981 - zes korte verhalen van Vega, zes korte verhalen door Carmen Lugo Filippi en een door beiden[5]
- Encancaranublado y otros cuentos de naufragio, La Habana Casa de las Américas 1982, Premio Casa de las Américas 1982 - korte verhalen
- Pasión de historia y otras historias de pasión, 1987, Buenos Aires: Ediciones de la Flor, 2015 - korte verhalen
- Falsas crónicas del sur, 1991, met Walter Torres, San Juan, Editorial de la Universidad de Puerto Rico, 2009 - verhalen, onder meer Miss Florence’s Trunk
- Ciertas crónicas del norte, 1992
- Cuentos calientes, México: Universidad Nacional Autónoma de México, 1996
- En la bahia de jobos: Celita Y El Mangle Zapatero (kinderboek, met Yolanda Pastrana Fuentes en Alida Ortiz Sotomayor), Editorial de la Universidad de Puerto Rico, 2004
- Esperando a Loló y otros delirios generacionales, San Juan, Editorial de la Universidad de Puerto Rico, 2006

#### Non-fictie
- El Tramo Ancla, Editorial de la Universidad de Puerto Rico, 1991 -  Puerto Ricaanse essays van verschillende schrijvers, redactie en inleiding door Vega
- met Guillermo Baralt, Carlos Collazo, Lydia Milagros González: El Machete de Ogún. Las Luchas de los Esclavos en Puerto Rico (Siglo 19), Centro de Estudios de la Realidad Puertorriqueña (CEREP), 1990 -  vertaalde titel: Het mes van Ogún. De strijd van de slaven in Puerto Rico in de negentiende eeuw
- Mirada de doble filo, La Editorial, Universidad de Puerto Rico, 2008 - journalistiek

### In vertaling
- in het Nederlands, vertaald door Rita Vermeer uit het Engels: Wolken boven de Cariben, in Lucia Nankoe: De komst van de slangenvrouw en andere verhalen van Caribische schrijfsters, Van Gennep-Novib-Ncos, Amsterdam 1998, p. 78-84[7]
- in het Engels, vertaald door Andrew Hurley: True and false: stories and a novella / True and False Romances, Londen, New York: Serpent's Tail, 1994